# Клодия Пульхра
Кло́дия Пу́льхра (лат. Clodia Pulchra), иногда Кла́вдия Пульхра, (около 54 года до н. э. — ?) — римская матрона, первая жена Октавиана Августа.
Клодия была дочерью Публия Клодия Пульхра, народного трибуна 58 года до н. э., и Фульвии. После смерти отца в 52 году её мать вышла замуж за Гая Скрибония Куриона, а после его смерти за Марка Антония. Марк Антоний выдал Клодию за Гая Юлия Цезаря Октавиана, чтобы скрепить политический союз родственными узами.
Сохранилось очень мало информации о браке Клодии и Октавиана. Ей было не более 13 лет на момент вступления в брак; при разводе Октавиан клятвенно уверял Фульвию в своём письме, что возвращает свою супругу девственницей.
Развод произошёл в 41 году до н. э., после того, как Фульвия вместе с Луцием Антонием выступили против Октавиана, что привело к началу перузийской войны.
Дальнейшая судьба Клодии неизвестна.